# Iriartea
Iriartea är ett palmsläkte med omkring 10 arter och utbrett i tropiska Amerika från Costa Rica till Bolivia i väster och österut genom hela Amazonas och Orinocoområdet.
Palmerna är högväxta och parbladiga med styltlika luftrötter, klädda med till tornar ombildade grenar och en bred skärmformig korna och före utslagningen hornlikt krökta blomkolvar. Hos Iriartea ventricosa är stammen på mitten spolformigt ansvälld.